# Steam Machine
Steam Machine（又稱Steam Box）是一系列預先組裝的電競電腦，這些遊戲電腦都根據維爾福公司訂下的設計規格生產製造，並由多個廠商販售。所有Steam Machine都預先安裝了維爾福公司的SteamOS或 Steam用戶端軟體。SteamOS 是一個發展自Debian Linux 的開源作業系統，開發來執行Steam上的Linux遊戲並提供其他娛樂項目。有些Steam Machine的廠商宣佈他們的 Steam Machine 會安裝Microsoft Windows，他們並稱之為「預備好的 Steam Machine」（Steam Machine Ready），當SteamOS和Steam Controller開發完成時即可在這些電腦上使用。多數預先組裝的Steam Machine可以在一定程度上進行硬體上的升級，就如同傳統的個人電腦一般。如同許多Linux發行版，任何人都可以免費下載並安裝SteamOS到他們的電腦上。不同的Steam Machine會有不同的硬體配備、性能和價格。維爾福公司亦在開發一套叫作Steam Controller的遊戲手把，該手把使用觸控板和傳統按鈕來進行操作。
儘管原先預定在2014年發行，維爾福公司後來把預定的發行日延後到2015年11月。
2018年4月，數間遊戲網站觀察到維爾福在Steam商店頁面上不再提供Steam Machine的販售頁面連結。雖然那些頁面還是可以URL直連進入，但許多先前提供的機型都已不再列出。維爾福回應這是因為Steam Machine銷量不好，而且人們對它的關注度不大，使他們調整商店的相關頁面。維爾福並表示他們將會繼續把Steam Machine作為開放式遊戲平台推出，而且也會繼續開發相關聯的科技例如SteamOS。

## 外部連結
- 官方网站
- Steam Universe（页面存档备份，存于）